# Aerodontalgia
Az aerodontalgia a fogak légnyomásváltozás esetén fellépő fájdalma. Létrejöhet nyitott, gyulladt, vagy rosszul tömött fogak esetén is. A pulpa vagy a gyökércsúcs patológiás folyamatainál a nyomásesés (hipobaria) vérbőséget, és ezzel fájdalmat okoz. Gangrénás fogakban a felszabadult gázok,  rosszul tömött fogakban a bezárt levegő okozza a fájdalmat. Sürgős fogászati kezelést igényel.